# BeIN Sports (España)
beIN Sports fue un canal de televisión español de pago propiedad al 50% de Mediapro y del grupo catarí beIN Sports, dedicado a la retransmisión de eventos futbolísticos. El canal inició sus emisiones el 1 de julio de 2015. En su fase final emitió las ligas europeas Ligue 1 y Serie A.
Emitió a través de la plataforma de televisión de pago OTT beIN Connect y anteriormente lo hizo a través de las tres principales plataformas de televisión de pago de España (Movistar+, Vodafone TV y Orange TV, además de la regional asturiana Telecable) y de varias plataformas OTT.
Su frecuencia en Movistar+ fue sustituida por Liga de Campeones por M+ y en otras plataformas por Gol Play.

## Historia
El grupo catarí de televisión beIN Sports entraba el 1 de julio de 2015 en el mercado español como sucesor del extinto canal Gol Televisión, heredando a sus empleados y la mayoría de sus derechos deportivos, aunque devolviendo la licencia de TDT que el canal de Mediapro ostentaba a su propietario, Atresmedia. De este modo, beIN Sports España pasó a emitir a través de plataformas en línea y proveedores de televisión de pago.
Además de la emisión de eventos deportivos futbolísticos, beIN Sports ofertaba a sus espectadores una gran cantidad de programas exclusivos de producción propia como El Club, Xtra (con sus variantes Xtra Champions, Express Xtra), beINside, Offside y Universo Valdano; con debates, análisis, especiales, resúmenes y reportajes.
El 9 de agosto de 2018 a las 00:00, tras haber perdido los derechos de las competiciones más emblemáticas que emitía (la UEFA Champions League, la UEFA Europa League y ligas internacionales) el canal cesó sus emisiones, vendiendo los pocos derechos deportivos que aún ostentaba a Movistar Liga de Campeones, con limitaciones dadas por la Comisión Nacional de los Mercados y de la Competencia.
El 9 de agosto de 2018 se cerraron las emisiones, aunque el 25 de agosto de 2018, 16 días después, volvieron a retomar nuevamente las transmisiones. Finalmente, finalizaron sus emisiones semanas más tarde al vender el resto de contenido a Movistar+.
El canal inició sus emisiones el 9 de agosto de 2018, tras finalizar la concesión de derechos de UEFA Champions League, UEFA Europa League, Serie A Tim, Bundesliga (Alemania), Copa Sudamericana y  Copa Libertadores para las tres próximas temporadas. Fue sustituido por Movistar Liga de Campeones ese mismo día a las 00:00h.

## Disponibilidad
El 1 de julio de 2015, tras el cese de emisiones de Gol Televisión, Mediapro y Al Jazeera lanzaron en España la cadena deportiva «beIN Sports España». Este comenzó a emitir a través de la plataforma en línea TotalChannel y Gol Stadium, manteniendo gratuito el visionado del canal hasta el 31 de agosto, únicamente para los que estuvieron abonados a Gol Televisión.

### Plataformas
Desde el mes de agosto, el canal empezó a distribuirse por las principales plataformas de televisión de pago. El 3 de agosto, la cablera asturiana Telecable anunció la presencia de BeIN Sports España en su oferta futbolística, siendo la primera plataforma en ofrecer el canal. Al día siguiente, se anunció la inclusión del canal en Vodafone TV y seguidamente Orange TV. El 27 de enero de 2016, Movistar+ anunció un acuerdo con BeIN Sports para su inclusión en el dial 50 de dicha plataforma.

### OTT y YouTube
Por otro lado, el canal se puede ver a través de «beIN Sports Connect», la plataforma OTT oficial de «beIN Sports España», y "Total Channel", la plataforma OTT oficial de «Mediapro», disponible en ordenadores y dispositivos móviles. Esta comenzó sus emisiones el 22 de julio de 2015.
El 20 de octubre de 2015, «beIN Sports España» también comenzó a emitir a través de YouTube bajo el nombre de «beIN Sports LIVE», previa suscripción de pago. En dicha ventana se podía ver todos los partidos que emitía la cadena, incluyendo los Multichampions y Multi Europa League. Sin embargo, en noviembre de 2016 Mediapro cesó las emisiones del canal en la plataforma propiedad de Google.

## Rostros del canal
- Borja Gutiérrez
- Cristina Bea
- Danae Boronat
- Antonio Callejón
- Andrea De Pauli
- Alberto Edjogo-Owono
- Albert Fernández
- Jesús García Pitarch
- Rodrigo González Fáez
- Lluís Izquierdo
- Patrick Kluivert
- Aitor Lagunas
- Ismael Medina
- Daniel Méndez
- Xabier Mendia
- David Moldes
- Antonio Padilla
- Alberto Pérez
- Clara Piera
- Inma Rodríguez
- Miguel Ángel Román
- Pedro Nieto
- Ricardo Rosety
- José Sanchís
- Almudena Santana
- Isabel Soler
- Miquel Soler
- Natalia Torrente
- Àxel Torres
- Rubén Uría
- Santiago Segurola
- Jorge Valdano
- Alain Valnegri
- Lucia Villalón
- Endika Martínez
- Celia Zurdo

## Derechos de emisión
Nota: Los siguientes derechos son los que ostenta el canal.

### Ligas nacionales
Todas Las Jornadas 
- LaLiga Santander 1-2 jornada
- LaLiga 123 1-3 jornada
- Segunda B 1-3 jornada
- Tercera División 1-2 jornada
- Copa del Rey 1-4 ronda
- Bundesliga 1 jornada
- Serie A 1 jornada
- Copa Italia 1 ronda
- FA Cup 1-2 ronda
- Ligue 1 1-2 jornada
- Champions League 1-4 ronda
- Europa League 1-2 ronda

Parciales
- Premier League algunas jornadas
- Championship algunas jornadas
- Liga Rusa algunas jornadas
- J1 League algunas jornadas
- Liga Australiana algunas jornadas
- Liga China algunas jornadas
- MLS algunas jornadas
- Copa Libertadores algunas jornadas
- Copa Sudamericana algunas jornadas